# Malawa (Rzeszów)
Pour les articles homonymes, voir Malawa.
Malawa est une localité polonaise de la gmina de Krasne, située dans le powiat de Rzeszów en voïvodie des Basses-Carpates.